# (14794) Konetskiy
(14794) Konetskiy – planetoida z pasa głównego asteroid okrążająca Słońce w ciągu 5 lat i 95 dni w średniej odległości 3,02 j.a. Została odkryta 24 września 1976 roku w Krymskim Obserwatorium Astrofizycznym w Naucznym na Półwyspie Krymskim przez Nikołaja Czernycha. Nazwa planetoidy pochodzi od Wiktora Wiktorowicza Koneckiego (1929-2002), rosyjskiego pisarza, a także kapitana statków oceanicznych na Oceanie Arktycznym. Przed nadaniem nazwy planetoida nosiła oznaczenie tymczasowe (14794) 1976 SD5.